# James Currie
James Currie (født 31. maj 1756, død 31. august 1805) var en skotsk læge, der indførte brugen af koldt vand til behandling af feber. Før Curries opdagelser var det en udbredt opfattelse, at feber var gavnlig, og man lod den derfor brænde sig selv ud, hvorved patienten ofte døde. Currie forstod, at det var vigtigt at bevare patientens temperatur så nær det normale som muligt. Hans opdagelser fremmede brugen af vandkure (hydroterapi) mod mange sygdomme og brugen af kliniske termometre.